# Subregion Fría (Quindio)
La subregion Fría es una de las cinco regiones en que se subdivide el departamento colombiano de Quindío; está conformada por los siguientes municipios:
- Filandia
- Salento